# Cléa Gaultier
Cléa Gaultier (Lione, 25 ottobre 1990) è un'attrice pornografica e modella francese.

## Biografia e carriera pornografica
Cléa Gaultier è nata a Lione dove ha frequentato la facoltà di Filosofia e Psicologia prima di diventare una modella di lingerie, come modella erotica e ballerina go-go. Durante il periodo in cui ha lavorato come ballerina, ha incontrato il suo compagno Anthony Gaultier da cui ha preso il nome d'arte. Fu proprio lui ad avere l'idea di entrare nell'industria pornografica e insieme hanno girato Luxure I Offer My Wife To Others.Successivamente, ha inviato alcune fotografie al produttore Marc Dorcel e nel 2016, a 26 anni, è avvenuto l'ingresso ufficiale nel settore.
Nel 2018 Marc Dorcel l'ha nominata ambasciatrice della sua casa di produzione. L'anno successivo ha vinto il suo primo AVN come miglior scena di sesso anale straniera per The Prisoner. Nel 2021, invece, ha vinto il premio come Performer straniera dell'anno agli AVN.
Ha girato oltre 270 scene, lavorando con case di produzione sia europee che americane quali Video Marc Dorcel, Reality Kings, Brazzers, New Sensation, Digital Playground, Evil Angel ed altre. Ha tatuato la parola "Darkness" (Oscurità) sul lato basso dell'addome e una lettera "B" sulla caviglia destra.

## Riconoscimenti
- AVN Awards
  - 2019 – Best Foreign-Shot Anal Sex Scene per The Prisoner con Kristof Cale e Charlie Dean[10]
  - 2021 – Female Foreign Performer Of The Year[11]